# Leutkirch im Allgäu
Leutkirch im Allgäu est une ancienne ville libre d'empire au sud-est du land de Bade-Wurtemberg. La ville est située dans l’Allgäu entre Memmingen et Wangen im Allgäu près de l’autoroute A 96. Leutkirch est la quatrième plus grande ville en nombre d’habitants du Landkreis (arrondissement) de Ravensburg après Ravensburg, Wangen et Weingarten. Avec une superficie de 175 km2, elle se situe après Stuttgart, Baiersbronn, Bad Wurzach et Ehingen (Donau) parmi les cinq communes les plus étendues du land.
Leutkirch im Allgäu est depuis le 1er janvier 1974 une Große Kreisstadt. Leutkirch forme une communauté de communes avec ses voisines Aichstetten et Aitrach. 

## Histoire

### Histoire du centre-ville

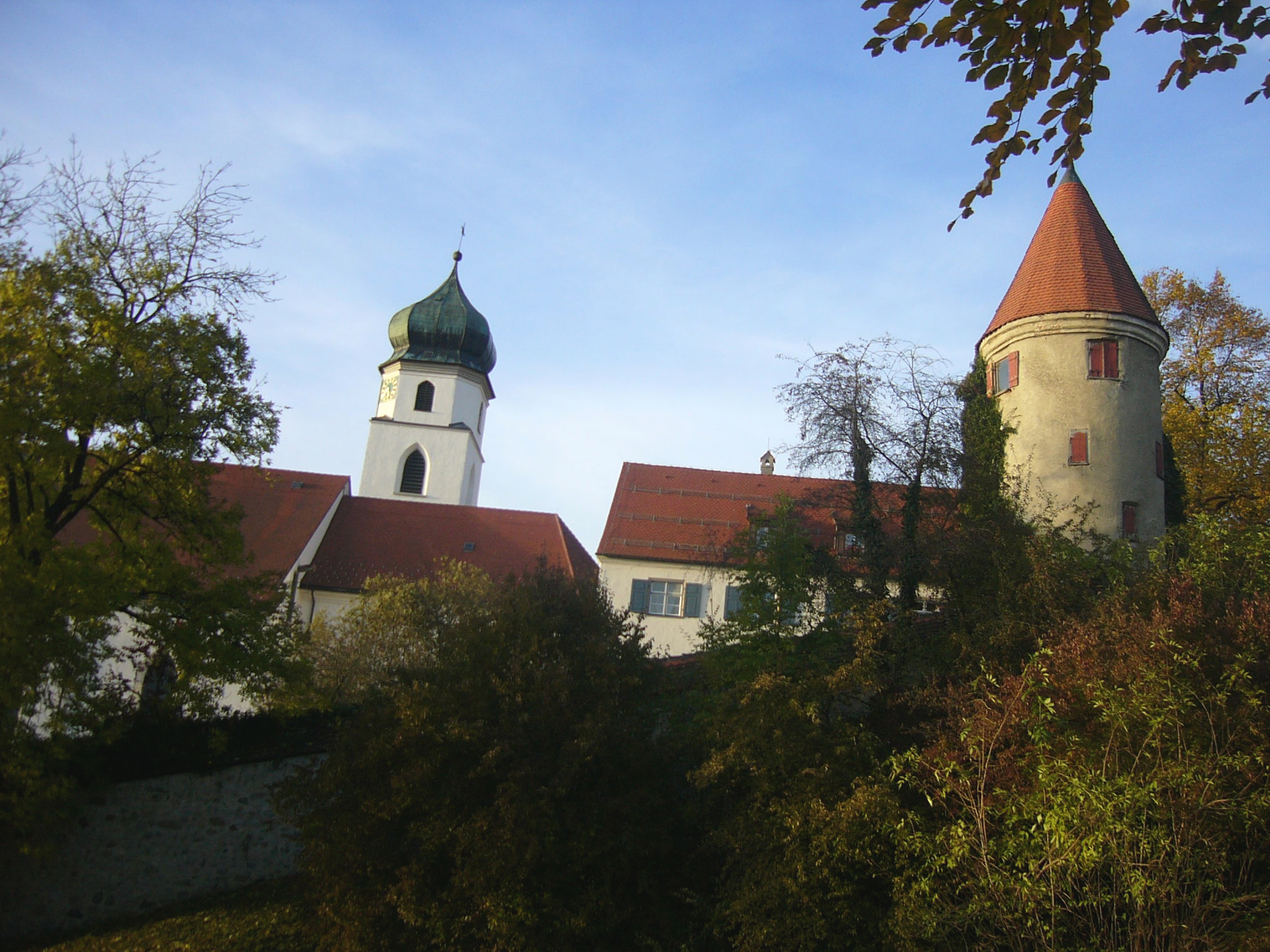
Église St-Martin et la Pulverturm.

Les traces de colonies préhistoriques ou antiques sont rares en Allgäu. On comprend donc pourquoi la découverte d'une tombe du temps des invasions barbares est frappante. Manifestement les Alamans s’installèrent au préalable dans les environs du limes du Danube-Iller-Rhin, auquel appartient l'oppidum de Isny. Une colonisation de l'Allgäu de l'ouest (en) durant la période mérovingienne n'est jusqu'à présent pas archéologiquement prouvée, mais reste supposée en raison de sources historiques, de mentions anciennes, de patronages et de certaines formes de noms de lieux. 
La ville se constitue par la fusion de deux villages qui se situent aux pieds de l'église Saint-Martin : Ufhofen et Mittelhofen. Une première mention du lieu de la vieille église et du tribunal de Nibelgau (de) se trouve dans un document de l'abbaye de Saint-Gall daté de 766, dans le territoire attribué après l'extinction de Udalrichinger au comte de Bregenz et ensuite aux comtes de Monfort. Il indique durant leur règne la création d'un marché entre Ufhofen et Mittelhofen.

## Géographie

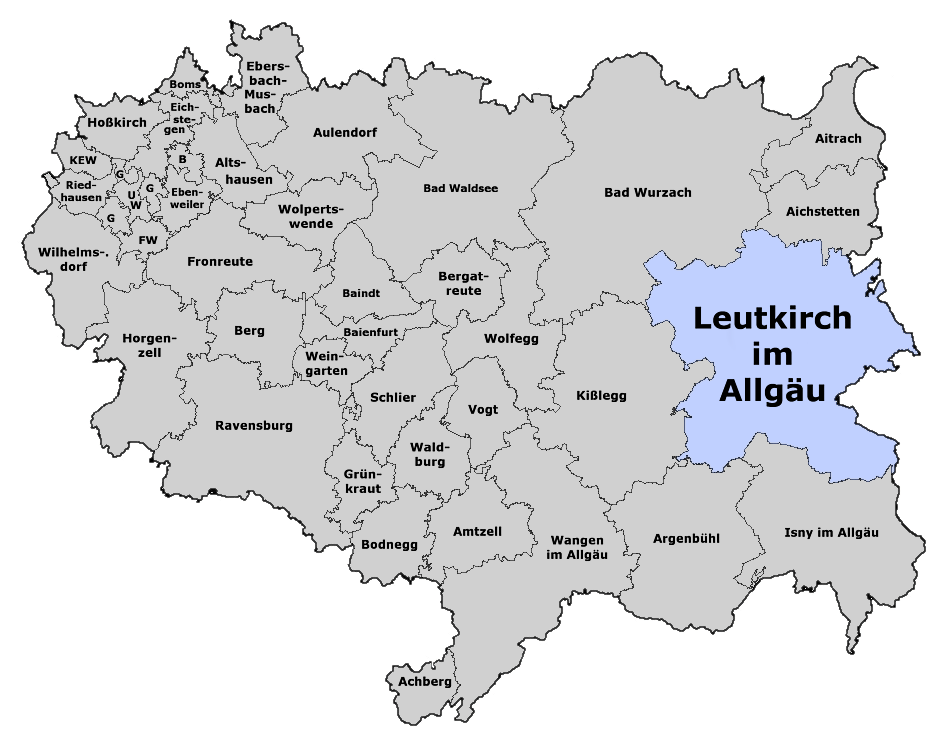
Situation de Leutkirch im Allgäu dans l'arrondissement de Ravensbourg.

Leutkirch se situe dans l'ouest de l'Allgäu, à la limite nord de l'Adelegg (de), chaîne montagneuse boisée dans le prolongement du nord des Alpes. La vieille ville se trouve entre la rive droite de la rivière Eschach (de) et la Wilhelmshöhe, colline au bord du territoire de l'Aitrach (de). L'Eschach entre dans la commune par l'extrémité sud-est au niveau de Schmidsfelden, coule ensuite vers le Nord dans la partie Est du territoire communal en longeant Emerlanden, Winterstetten, Friesenhofen et Urlau pour atteindre le centre-ville qui est traversé du sud vers le nord. L'Eschach longe ensuite Mailand et se jette au Nord dans le Wurzacher Ach venant de l'ouest en direction de l'Aitrach qui quitte elle le territoire de Leutkirch quelques kilomètres plus au Nord pour déboucher dans l'Iller. La partie ouest de la commune est drainée par des affluents de l'Argen vers le lac de Constance, de sorte que Leutkirch se situe sur une ligne européenne principale de partage des eaux.

### Communes limitrophes
| Bad Wurzach | Aichstetten         | Lautrach et Legau (arrondissement d'Unterallgäu) |
| Kißlegg     | Leutkirch im Allgäu | Altusried (arrondissement d'Oberallgäu)          |
| Argenbühl   | Isny im Allgäu      |                                                  |

### Composition de la commune

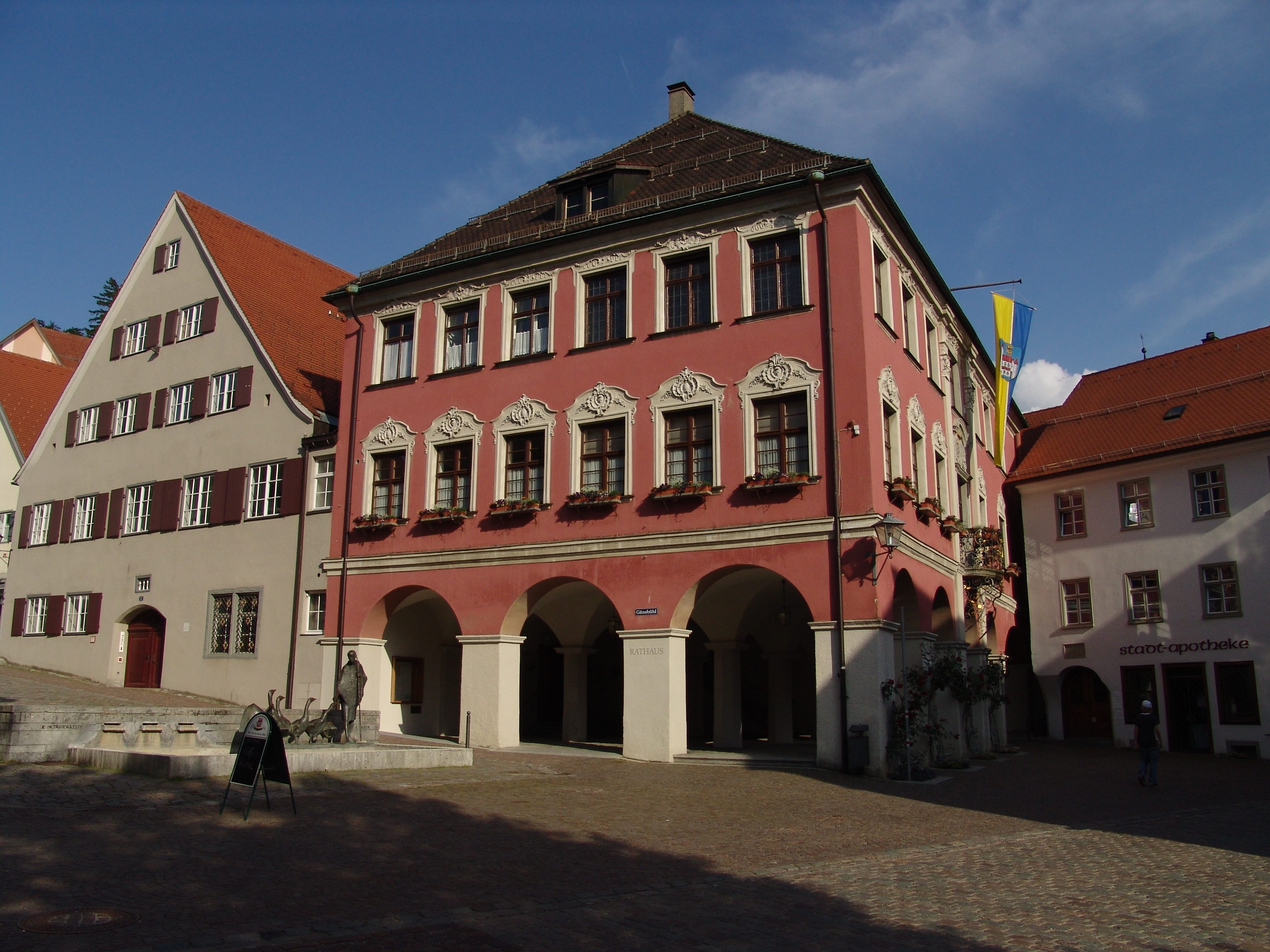
La mairie (« Rathaus ») de Leutkirch.

Le territoire communal de Leutkirch comprend son centre-ville et incorpore depuis la réforme des communes de 1972, les quartiers de Diepoldshofen, Friesenhofen, Gebrazhofen, Herlazhofen, Hofs, Reichenhofen, Winterstetten et Wuchzenhofen.
Les municipalités incorporées sont en même temps des localités au sens du code municipal du Bade-Wurtemberg, c'est-à-dire qu'elles disposent chacune d'un conseil local qui doit être nouvellement élu par les électeurs éligibles lors de chaque élection municipale, avec un président local comme responsable. Dans chacune des localités, il existe une administration locale, dont le chef est le président local. 
En outre, de nombreux lieux-dits qui ont souvent seulement quelques habitants et dont la délimitation n'est pas précisément déterminée, appartiennent à ces quartiers. On retrouve dans le détail :

## Économie
La brasserie Brauerei Clemens Härle sa son siège à Leutkirch.

## Jumelages
Leutkirch im Allgäu est jumelée avec :
- Bédarieux (France) depuis 1982 ;
- Hérépian (France) depuis 1982 ;
- Lamalou-les-Bains (France) depuis 1982 ;
- Castiglione delle Stiviere (Italie) depuis 1995.